# Miodio
Miodio (también como MiOdio) es una banda formada por dos italianos y tres sanmarinenses. Representó a San Marino en el Festival de la Canción de Eurovisión 2008, con la canción «Complice». Su canción fue la primera que envió San Marino al festival y actuó en la primera semifinal (20 de mayo), quedando en último lugar con sólo 5 puntos.
La banda fue fundada en 2002 y han publicado un miniálbum con cinco canciones.

## Discografía
- Avantgarde (2011)